# Jozef M. Kirschbaum
Jozef M. Kirschbaum (25. března 1913, Dolné Vestenice – 16. srpna 2001, Willowdale) byl slovenský politik, diplomat a slovakista.

## Život
Narodil se v rodině Jozefa Kirschbauma a Márie rozené Goldbergerové-Kováčikové. Jak jedenáctiletý odešel do školy do Nitry, pak studoval na gymnáziu v Ružomberku. Po přemístění školy dokončil gymnaziální studium v Košicích. Již během středoškolského studia začal pod pseudonymem Marian Čerešňa psát autonomistické a protičechoslovakistické články.
Od roku 1933 začal studovat právo, politologii a slavistiku v Bratislavě, Varšavě, Paříži, Římě, Ženevě a Montrealu. Patřil k radikálním představitelům kolem čtrnáctideníku Nástup a od roku 1938 byl jeho šéfredaktorem.
Projevem v rozhlase přivítal vyhlášení první Slovenské republiky 14. března 1939 a Jozef Tiso ho jmenoval generálním tajemníkem HSĽS (1939–1940). Po tzv. Salcburských jednáních v roce 1940 musel na Hitlerův příkaz opustit slovenskou politickou scénu. V roce 1941 se oženil s Marií Magdalenou Danihelovou, dcerou poslance Štefana Danihela.
Jako ne zcela spolehlivá osoba byl v roce 1941, podobně jako Karol Sidor, odložen do diplomacie, nejprve jako legační rada v Římě (1941–1942), později chargé d’affaires na vyslanectví ve Švýcarsku (1942–1945).
V březnu 1945 Švýcarsko přerušilo diplomatické styky se Slovenskou republikou a Kirschbaum zůstal v emigraci ve Švýcarsku. Po komunistickém puči v Československu v roce 1948 byl v nepřítomnosti odsouzen na 20 let vězení. V letech 1946–1948 byl delegátem Slovenské ligy v Americe ve Výboru pro uprchlíky v Ženevě.
Dne 1. listopadu 1949 přijel do Kanady a usadil se v Montrealu, od roku 1957 v Torontu. Při zaměstnání studoval slavistiku na univerzitě v Montrealu a později se zařadil mezi přední slavisty v Kanadě. Na univerzitě v Ottawě založil v roce 1990 katedru slovenské historie a kultury.

## Dílo
- Anton Bernolák, Pan-Slavism
- Slovakia in the 19th and 20th Centuries Ed: Jozef Kirschbaum (Slovak World Congress Toronto 1973)
- Náš boj o samostatnosť Slovenska (Slovak Institute Cleveland 1958)
- Slovaks in Canada (1967)
- Svedectvá pravdy o Slovensku. Diel I. Prvá slovenská republika 1939–1945. Výpovede svedkov, ktorí v nej žili. Spoluautoři: J. Chryzostom Korec, Viktor Trstenský, Stanislav Bajaník, Ján Bobák, Milan S. Ďurica, František Vnuk, Ferdinand Ďurčanský, Štefan Polakovič, Ján Bobák, Anna Magdolenová, Juraj Chovan. (Sereď 1997)
- Slovenský politický exil v zápase za samostatné Slovensko Ed: J. Bobák (Bratislava 1996)
- Slováci na Podkarpatskej Rusi a ich presídľovanie do Česko-Slovenska v roku 1947 (Bratislava 1998)